# Reckoning
Reckoning – drugi album studyjny zespołu R.E.M. wydany w 1984 roku.

## Lista utworów
1. Harborcoat – 3:54
2. 7 Chinese Bros. – 4:18
3. So. Central Rain – 3:15
4. Pretty Persuasion – 3:50
5. Time After Time (annElise) – 3:31
6. Second Guessing – 2:51
7. Letter Never Sent – 2:59
8. Camera1 – 5:25
9. (Don’t Go Back To) Rockville – 4:32
10. Little America2 – 2:58

## Twórcy
- Michael Stipe – wokal, harmonijka
- Bill Berry – perkusja, wokal
- Peter Buck – gitara
- Mike Mills – gitara basowa, pianino, wokal